# کالتاک
کالتاک (به لاتین: Kaltak) یک منطقهٔ مسکونی در قرقیزستان است که در شهرستان قدم‌جای واقع شده‌است. کالتاک ۱٬۲۹۷ نفر جمعیت دارد.